# Osmünde

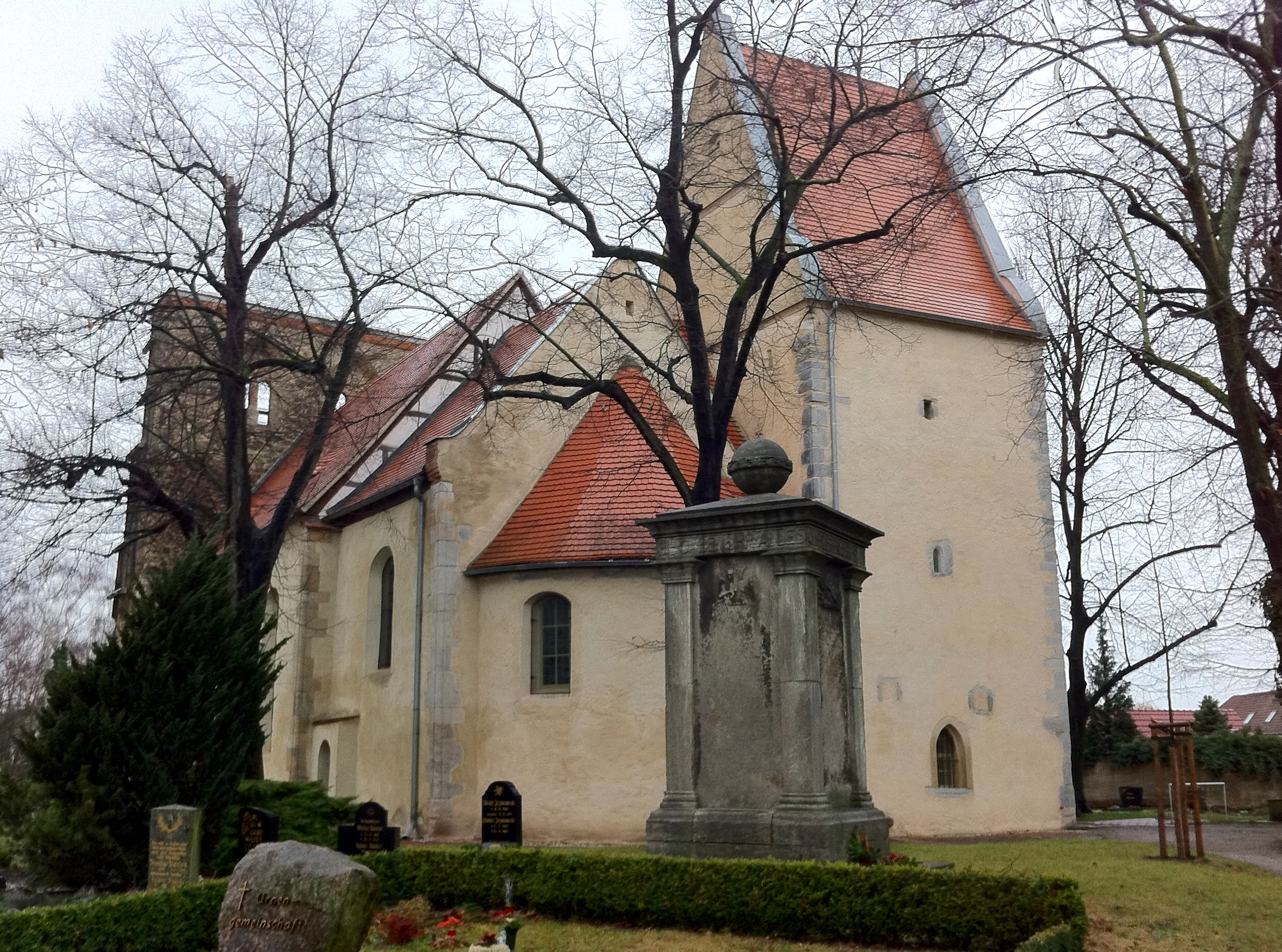
Sankt-Petrus-Kirche

Osmünde ist ein zur Gemeinde Kabelsketal als Ortsteil von Gröbers gehörendes Dorf in Sachsen-Anhalt.

## Lage
Osmünde liegt im Bereich zwischen den beiden Großstädten Halle (Saale) und Leipzig, nördlich von Gröbers. Nördlich der Ortslage verläuft die Bundesautobahn 14, südlich die Eisenbahnstrecke Magdeburg–Leipzig.

## Geschichte

### Frühgeschichte
Durch prähistorische Funde ist eine Besiedlung des Gebiets bereits für die Zeit von etwa 4000 bis 3000 Jahren vor unserer Zeitrechnung an belegt.
Osmünde war später nach der während der Völkerwanderung erfolgten Einwanderung slawischer Stämme eine sorbische Siedlung. Der Grundriss Osmündes zeigt noch heute die Anlage eines slawischen Rundlingsdorfes. Osmünde gehörte im 8. und 9. Jahrhundert zum Neleticigau. Auch der Name könnte slawischen Ursprungs sein, wenn er sich von osmina für Achtel ableitet. Osmünde wäre demnach möglicherweise Hauptort eines sogenannten Achtelgaus. Neuere Erkenntnisse, insbesondere die Forschung des Onomastikers Jürgen Udolph, haben aber ergeben, dass der Ursprung des Namens Osmünde auch auf das altgermanische Wort für Sandberg oder Sandhügel für den einstigen Kirchberg zurückzuführen sein könnte. Hieraus wiederum könnte dann abgeleitet werden, dass der Ort vor mindestens 2000 bis 2500 Jahren germanisch besiedelt wurde und sich der Namensursprung über diesen gesamten Zeitraum erhalten hat.

### Ersterwähnung bis 18. Jahrhundert
Eine erste urkundliche Erwähnung ist durch eine Urkunde Ottos I. vom 26. Juni 952 überliefert. Otto vertauscht dort das als marca Ozmina bezeichnete Osmünde an seinen Vasallen Billing. Osmünde lag an der Kreuzung der Alten Salzstraße (oder Böhmischen Straße) mit einer Heerstraße. Im 12. Jahrhundert wurde die Sankt-Petrus-Kirche errichtet, wobei vermutlich auch bereits zuvor schon eine Kirche im Ort bestand. Osmünde unterstand ab dem 13. Jahrhundert mit mehreren Nachbarorten als Osmünder Pflege dem Amt Giebichenstein.

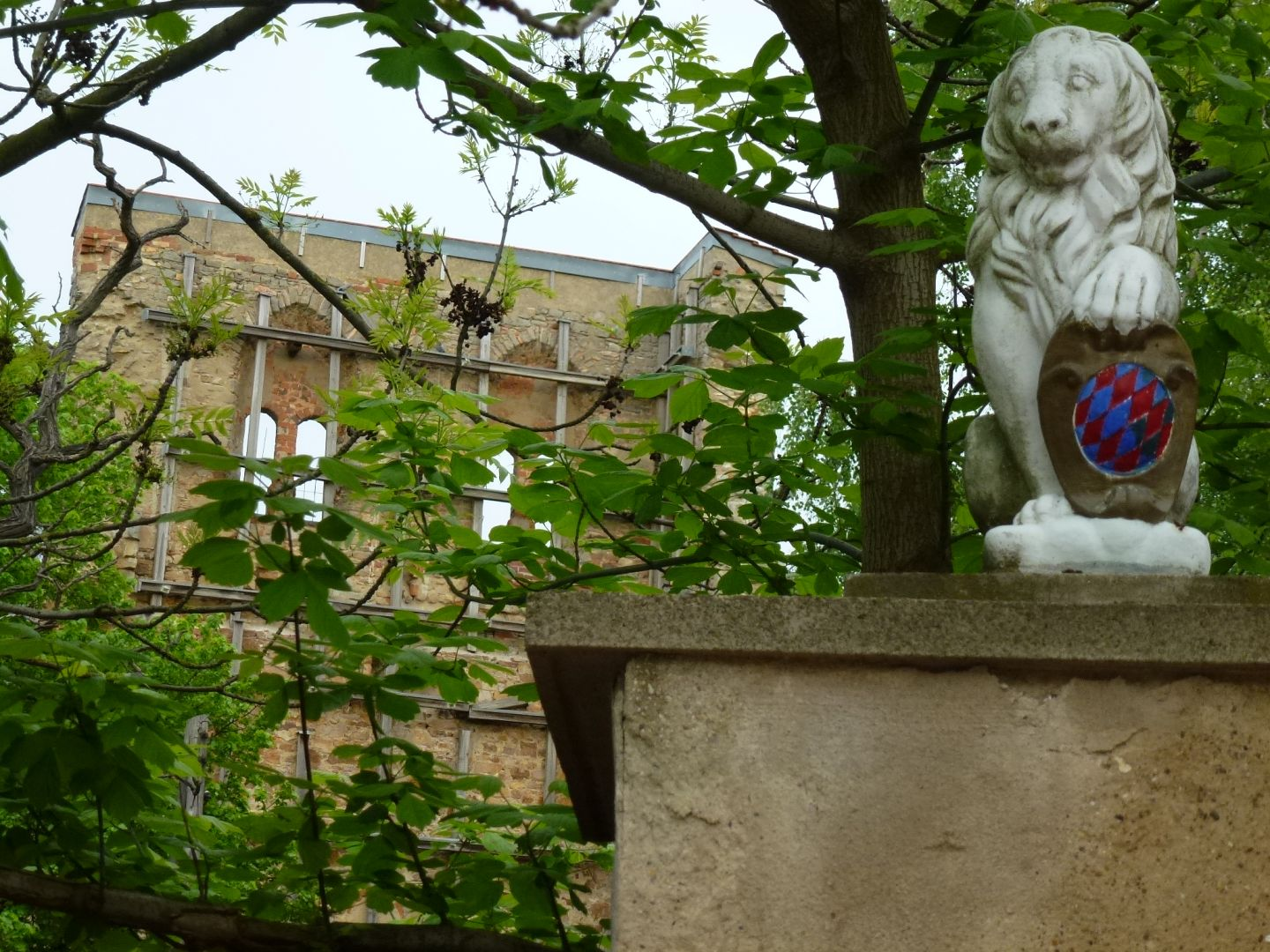
Ruine des Kirchturmes

Durch ein als wundertätig verehrtes Marienbild in der Kirche wurde Osmünde Wallfahrtsort. Vom auf der Salzstraße reisenden Ulrich von Hutten ist eine Beschreibung des Wallfahrtsfestes überliefert. Mit der Einführung der Reformation im Jahr 1540 trat an die Stelle der Wallfahrt das örtliche Appelsfest. Das Fest wurde später durch den preußischen König verboten und erst seit 2002 wiederbelebt.
In der Zeit um 1600 war Osmünde die drittgrößte Ortschaft im Saalkreis des Erzstifts Magdeburg. Der Ort gehörte seit dem 13. Jahrhundert zum Amt Giebichenstein. Im Dreißigjährigen Krieg kam es auch in Osmünde zu schweren Zerstörungen und Plünderungen. Die Einwohner mussten zeitweise den Ort verlassen und in der Aue der Elster Schutz suchen. Von den schweren Einschnitten erholte sich der Ort erst im 18. Jahrhundert wieder. 1680 kam Osmünde im Amt Giebichenstein des Saalkreises zum Herzogtum Magdeburg unter brandenburg-preußische Herrschaft.

### 19. Jahrhundert bis zur Gegenwart
In der Zeit napoleonischer Besatzung (1807–1813) wurde Osmünde dem Kanton Dieskau im Distrikt Halle (Departement der Saale) des Königreichs Westphalen zugeordnet. Bei der politischen Neuordnung nach dem Wiener Kongress 1815 wurde Osmünde im Jahr 1816 dem Regierungsbezirk Merseburg der preußischen Provinz Sachsen angeschlossen und dem Saalkreis zugeordnet.
1840 wurde das südlich von Osmünde vorbeiführende Teilstück Halle-Leipzig der Bahnstrecke Magdeburg–Leipzig eröffnet. 1851 entstand an der Straße in Richtung Gröbers eine Zuckerfabrik. Die Zuckerproduktion hielt bis in die Zeit der Weltwirtschaftskrise in den 1920er Jahren an. Unter Tage wurde in der Nähe Braunkohle gefördert. Im Jahr 1898 gründete sich für Osmünde und die nähere Umgebung ein Konsumverein. 1910 zählte Osmünde 866 Einwohner. Die Einwohnerzahl stieg bis 1925 auf 975 an.
Auseinandersetzungen ergaben sich in der Zeit des Kapp-Putsches im März 1920. Arbeiter lagerten in Osmünde Waffen, die dann in Ammendorf eingesetzt wurden. 1934 wurde nördlich der Ortslage die heutige Bundesautobahn 14 gebaut. Zum 1. April 1938 erfolgte die Eingemeindung Osmündes nach Gröbers.
Im April 1945, gegen Ende des Zweiten Weltkrieges, wurde Osmünde zunächst durch Soldaten der 1. US-Armee besetzt. Es gehörte nach dem Rückzug der Amerikaner in der Folgezeit zur Sowjetischen Besatzungszone. In der Nachkriegszeit wurden viele Flüchtlinge und Vertriebene aufgenommen. Es folgte die Bodenreform und später die Zwangskollektivierung der Landwirtschaft.
Im Jahr 2003 wurde der Heimatverein „Osmünder Spritze 1811 e. V.“ gegründet. Zum 1. Januar 2004 erfolgte die Eingemeindung zur Einheitsgemeinde Kabelsketal.

## Bauwerke

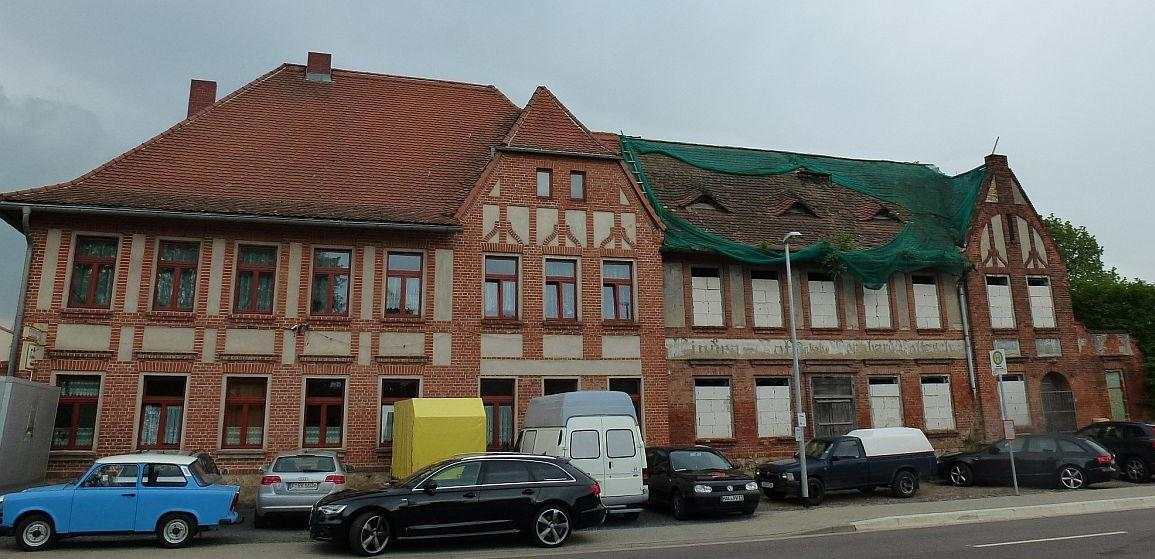
Gasthaus Lindenhof

Im Ort befindet sich die bis auf das 12. Jahrhundert zurückgehende Sankt-Petrus-Kirche. Gemeinsam mit ihr steht auch der umgebende Kirchhof und das Kriegerdenkmal unter Denkmalschutz. Ebenfalls denkmalgeschützt ist das Platzensemble südlich und östlich der Kirche mit Pfarrhaus, ein- und zweigeschossigen Wohnhäusern, Gehöften und dem Gasthaus Lindenhof.